# エンマグモ科
エンマグモ科 Segestriidae は、クモ目に含まれる分類群の一つ。樹皮下などに巣穴を作るクモの群である。日本ではミヤグモが普通種であるが、目につくことは少ない。

## 特徴
単性域類で篩板は持たない6眼のクモ。体は縦長で、中型までの大きさ。全体に褐色から黒っぽいものが多い。
頭胸部は縦長で、背甲と腹面の胸板とが、歩脚基部の間でキチン板や膜によって繋がっている。目は6眼で、両側には前後に2個、中央には左右に2個が互いに接近し、全体で見ると3群に分かれて配置する。これは前中眼がなくなっているものである。顎はやや長く、牙はそれに比して短い。
歩脚は比較的しっかりした形で、棘が多い。珍しいのは、前三対が前を向き、第4脚のみが後ろを向くことである。このような配置は向きだけを見るとカニグモ科などに見られる横行性のようだが、このクモははっきり縦長になっている。雌の触肢には爪がある。
腹部は楕円形など、外見的には特に目立つ特徴はない。腹面の基部近くに一対の書肺気門があるが、同時に器官気門が一対ある。書肺の肺葉は2-3葉。
後端には三対の糸疣と、間突起がある。
雄の触肢にある触肢器官はごく単純でトタテグモ科のものに似る。雌の生殖孔には外雌器が発達せず、交尾嚢があり、受精嚢は単独。

## 生態など
樹皮の下や地中、岩の隙間などにしっかりと糸でかがった管状の住居を造り、その中で生活する。巣の入り口は基質表面に口を開き、そこから周囲に放射状に受信糸が張られる。夜間にはクモは巣穴の入り口付近に出てきて、獲物が受信糸に触れると、クモは巣穴から飛び出して獲物に噛みついて捕らえる。
生殖の際には、雄は雌の巣穴を訪れ、受信糸を特有の形で震動させる。交接の時は、雄は雌の腹部前端の細い部分を顎で捕捉し、両方の触肢器官を同時に雌の生殖孔に挿入する。雌は巣の中に卵嚢を作り、幼生のふ化後もしばらく同居する。

## 利害
なし。

## 分類
世界の熱帯から暖温帯に分布し、3属100種以上が知られるが、その8割はミヤグモ属のものである。日本には2属5種が知られるが、ミヤグモ属のミヤグモが各地に普通で、シマミヤグモは海岸域で普通。他にエンマグモ属のものが知られるが、ミヤグモ属は斑紋がないのに対して、エンマグモ属のものは腹背に斑紋があるので外見的に区別できる。いずれも巣穴にこもって出てこないため、人目につくことはほとんどない。
以下に日本産の種を挙げる。それ以外のものについてはエンマグモ科の属種を参照されたい。
- Ariadna ミヤグモ属：ミヤグモ・コミヤグモ・シマミヤグモ
- Segestria エンマグモ属：コマツエンマグモ・ツクシエンマグモ